# Hush Hush (Pussycat Dolls)
Hush Hush è una canzone delle Pussycat Dolls, incluso nella prima edizione del loro secondo album in studio Doll Domination del 2008.

## Descrizione
Originariamente Hush Hush era una lenta ballata, in seguito rielaborata in un uptempo dance, ispirata alla canzone di Gloria Gaynor del 1978 I Will Survive, e ribattezzata Hush Hush, Hush Hush. La canzone è stata inclusa nella seconda versione dell'album Doll Domination, Doll Domination 2,0.
Nonostante il singolo non fosse stato ancora pubblicata ufficialmente, il brano ha debuttato nella classifica russa airplay Grafico, alla posizione 38, e, infine, ha raggiunto la prima posizione. Hush Hush è diventata la quarta canzone di un artista statunitense a raggiungere la posizione numero uno in Russia (la precedente era Hot N Cold di Katy Perry).

## Pubblicazione del singolo
È stato confermato che entrambe le versioni del brano saranno pubblicate come singolo, il 12 maggio 2009, nelle radio e su CD. Il sito Amazon.com ha rivelato che la copertina promozionale del singolo non riportava come nei precedenti singoli la dicitura "The Pussycat Dolls", ma "The Pussycat Dolls ft. Nicole Scherzinger", così come già avvenuto nel precedente singolo Jai Ho, facendo speculare sulla possibilità di una rottura del gruppo, confermate da alcune tensioni sul palco del concerto di Britney Spears, dove le Pussycat Dolls aprivano le esibizioni. Ciò nonostante Robin Antin, manager del gruppo, ha smentito ogni voce ed ha confermato la pubblicazione del terzo album del gruppo.

## Il video musicale
Il video della canzone è stato girato in 2 giorni, il 5 e 6 maggio. Nel video hanno partecipato il blogger Perez Hilton e Carmen Electra. Il video inizia con la Scherzinger in una vasca da bagno, ma subito dopo, nel ritornello si unisce alle altre doll per cantare in una casa con delle scale ispirate al famoso capolavoro dell'artista Escher. Nella seconda strofa sono tutte, comprese le Guest Star, in un pub con un dee-jay alle prese con casseforti musicali. Alla fine durante il pezzo I Will Survive si vede Nicole Scherzinger vestita in oro stile anni ottanta, il video finisce con tutte le doll mentre si vede una casa in lontananza.

## Tracce
CD single
1. Hush Hush; Hush Hush — 4:12 (Contains a bridge and interlude from "I Will Survive")
2. Hush Hush — 4:09

Promo CD
1. Hush Hush; Hush Hush (Dave Aude Extended Remix) — 5:23
2. Hush Hush; Hush Hush — 4:12
3. Hush Hush — 4:09

US digital single
1. Hush Hush; Hush Hush — 4:12

European download single
1. Hush Hush; Hush Hush — 4:12
2. Hush Hush; Hush Hush (video) — 4:19

## Classifiche
| Classifica (2008/2009)             | Posizione massima |
| ---------------------------------- | ----------------- |
| Australia                          | 10                |
| Australia                          | 35                |
| Australia (Urban Chart)            | 2                 |
| Belgio (Fiandre)                   | 6                 |
| Belgio (Vallonia)                  | 4                 |
| Canada                             | 41                |
| Danimarca                          | 38                |
| Europa                             | 5                 |
| Finlandia                          | 5                 |
| Francia                            | 5                 |
| Irlanda                            | 13                |
| Regno Unito                        | 17                |
| Repubblica Ceca                    | 1                 |
| Russia a                           | 1                 |
| Turchia                            | 2                 |
| Ungheria                           | 1                 |
| U.S. Billboard Hot 100             | 73                |
| U.S. Billboard Pop 100 b           | 31                |
| U.S. Billboard Hot Dance Club Play | 3                 |

a La versione di Hush Hush presente nell'album è entrata nelle classifiche russe nel 2008 grazie all'airplay radiofonico, dato che un singolo fisico non è mai stato pubblicato in quel territorio.

b Il singolo non è andato oltre quella posizione nella Pop 100, dato che Billboard ha abolito la classifica e da luglio 2009 sarà sostituita dalla Mainstream Top 40.